# José Luis Medrano
José Luis Medrano Aguilera (Santa Cruz de la Sierra, 2 novembre 1962) è un ex calciatore boliviano, di ruolo centrocampista.

## Biografia
Una volta ritiratosi dal calcio giocato si è trasferito negli Stati Uniti d'America, ove si occupa dell'installazione di vetrate.

## Caratteristiche tecniche
Giocava come centrocampista centrale.

## Carriera

### Club
Medrano esordì in massima serie boliviana nella 1986 con la maglia dell'Oriente Petrolero. Divenne presto titolare nel club della sua città natale: partecipò alla Coppa Libertadores 1988, competizione in cui l'Oriente giunse ai quarti di finale. Nel 1990 fu nella rosa che vinse il titolo nazionale. Una volta conclusa la stagione 1996 decise di lasciare l'Oriente Petrolero per accasarsi al Real Santa Cruz – altra compagine di Santa Cruz de la Sierra. Con tale società partecipò alla Coppa CONMEBOL 1997: realizzò un gol contro il The Strongest nel ritorno del turno preliminare, contribuendo al passaggio del turno della propria formazione. Nel 1998 si trasferì a Montero per giocare con il Guabirá; nel 1999 passò al San José di Oruro. Nel 2000 si trasferì all'Atlético Pompeya, non giocando alcun incontro nella prima fase della stagione; passò al Real Santa Cruz nell'agosto del 2000, disputando 15 incontri di campionato. Si ritirò dopo aver presenziato in tre partite nella Liga del Fútbol Profesional Boliviano 2001.

### Nazionale
Nel 1991 venne incluso nella lista per la Copa América. Debuttò nella competizione il 13 luglio a Viña del Mar, subentrando a Castillo al 75º minuto. Quella rimarrà la sua unica partita in Copa América.

## Palmarès

### Club

#### Competizioni nazionali
- Campionato boliviano: 1

Oriente Petrolero: 1990